# حاجی‌آباد (بخش مرکزی الیگودرز)
حاجی‌آباد یک روستا در ایران است که در دهستان پاچه‌لک شرقی واقع شده‌است. حاجی‌آباد ۱۳۵ نفر جمعیت دارد.